# L'héritage vient du parfum de la terre
 (juin 2025).
Motif : sourçage défaillant, hors sujet ou invérifiable, la plupart des informations rapportée sont tellement improbables qu'elles demanderaient un sourçage béton, ressemble à un semi canular, 0 interwiki qui plus est même pas en arabe
- Archive Wikiwix
- Bing
- Cairn
- DuckDuckGo
- E. Universalis
- Gallica
- Google
- G. Books
- G. News
- G. Scholar
- Persée
- Qwant
- (zh) Baidu
- (ru) Yandex
- (wd) trouver des œuvres sur Wikidata

| 1. | Préciser le motif de la pose du bandeau. | Précisez le motif de la pose du bandeau en utilisant la syntaxe suivante : {{admissibilité à vérifier\|date=juin 2025\|motif=remplacez ce texte par le motif}}                                              |
| 2. | Informer les utilisateurs concernés.     | Pensez à avertir le créateur de l'article, par exemple, en insérant le code ci-dessous sur sa page de discussion : {{subst:avertissement admissibilité à vérifier\|L'héritage vient du parfum de la terre}} |

 (juin 2025).
La mise en forme du texte ne suit pas les recommandations de Wikipédia : il faut le « wikifier ».
Les points d'amélioration suivants sont les cas les plus fréquents. Le détail des points à revoir est peut-être précisé sur la page de discussion.
- Les titres sont pré-formatés par le logiciel. Ils ne sont ni en capitales, ni en gras.
- Le texte ne doit pas être écrit en capitales (les noms de famille non plus), ni en gras, ni en italique, ni en « petit »…
- Le gras n'est utilisé que pour surligner le titre de l'article dans l'introduction, une seule fois.
- L'italique est rarement utilisé : mots en langue étrangère, titres d'œuvres, noms de bateaux, etc.
- Les citations ne sont pas en italique mais en corps de texte normal. Elles sont entourées par des guillemets français : « et ».
- Les listes à puces sont à éviter, des paragraphes rédigés étant largement préférés. Les tableaux sont à réserver à la présentation de données structurées (résultats, etc.).
- Les appels de note de bas de page (petits chiffres en exposant, introduits par l'outil «  Source ») sont à placer entre la fin de phrase et le point final[comme ça].
- Les liens internes (vers d'autres articles de Wikipédia) sont à choisir avec parcimonie. Créez des liens vers des articles approfondissant le sujet. Les termes génériques sans rapport avec le sujet sont à éviter, ainsi que les répétitions de liens vers un même terme.
- Les liens externes sont à placer uniquement dans une section « Liens externes », à la fin de l'article. Ces liens sont à choisir avec parcimonie suivant les règles définies. Si un lien sert de source à l'article, son insertion dans le texte est à faire par les notes de bas de page.
- La présentation des références doit suivre les conventions bibliographiques. Il est recommandé d'utiliser les modèles {{Ouvrage}}, {{Chapitre}}, {{Article}}, {{Lien web}} et/ou {{Bibliographie}}. Le mode d'édition visuel peut mettre en forme automatiquement les références.
- Insérer une infobox (cadre d'informations à droite) n'est pas obligatoire pour parachever la mise en page.

Pour une aide détaillée, merci de consulter Aide:Wikification.
Si vous pensez que ces points ont été résolus, vous pouvez retirer ce bandeau et améliorer la mise en forme d'un autre article.
 (juin 2025).
 (juin 2025).
Si vous disposez d'ouvrages ou d'articles de référence ou si vous connaissez des sites web de qualité traitant du thème abordé ici, merci de compléter l'article en donnant les références utiles à sa vérifiabilité et en les liant à la section « Notes et références ».
L’Héritage vient du Parfum de la Terre (en arabe : تراث من عبق التراب (turath min abaqa al turab)) est un musée ethnographique palestinien créé par Hakimah Aydi Tarabin en 1790,,. Il a été reconnu comme le premier musée officiel de Palestine par l’Empire ottoman en 1884, puis par l’administration britannique en 1920.
Le musée était établi à Ghazalah, un petit village situé au nord de Bir As-Saba, et a fonctionné jusqu’en 1948. Il était dirigé par les femmes de la branche de la tribu Aydi Tarabin du Naqab, situé dans le sud de la Palestine et le Sinaï,. En 1917, le musée comprenait 10 000 pièces. La partie de la collection qui a pu être sauvée en 1948 est maintenant exposée dans l'École de Muséologie Palestinienne et Arabe à Paris,,,.

## Création
Le musée a été créé par Hakimah Aydi Tarabin (1775-1885) après son retour d'Égypte, en 1790, à l'obtention de son doctorat en ophtalmie, qu'elle a obtenu au complexe Qalawun du Caire. Comme le reste de sa famille, elle avait étudié la médecine à l’étranger et pratiquait, en plus de la médecine moderne, une médecine bédouine transmise et préservée au fil des siècles,.
Pendant ses études à Alexandrie et au Caire, elle fut en contact avec des Égyptiens sédentaires. Elle découvrit une coutume funéraire différente de celle de sa région, dans laquelle les objets du défunt étaient conservés ou vendus, au lieu d’être brûlés, donnés aux pauvres ou enterrés avec leur propriétaire,. Cet enseignement fit naître en elle l’idée que la conservation des biens personnels de sa tribu pouvait être vecteur d'identité et servir de support de transmission de savoir aux générations futures.
La Dre Hakimah était ainsi à l’origine d’une révolution au sein de sa tribu lorsqu’elle proposa de racheter les effets personnels des défunts. Sur une période de quatre-vingt-dix ans, elle institua progressivement l'idée d'un changement de fonction symbolique des objets, diffusant la vision selon laquelle la préservation du patrimoine était une prolongation naturelle de leur engagement pour la santé physique et mentale,. Avec le temps d'autres familles et tribus de la région acceptèrent de vendre certains de leurs objets, qui furent exposés dans la tente médicale où la docteure exerçait.
Jusqu'en 1884, le musée fonctionnait comme une collection itinérante qui voyageait avec la tribu dans chacun de leurs déplacements saisonniers. L'exposition dans la tente médicale du Dr Hakimah était une façon de rassurer la communauté locale sur le fait que la tribu Aydi Tarabin respectait l'histoire et la mémoire des objets de la même manière qu'elle respectait et se souciait du bien-être de ses patients. Après la reconnaissance officielle du musée par l'empire ottoman, il s'établit définitivement dans le village de Ghazalah, situé à 20 km au nord ouest de Bir As-Saba où la tribu Aydi se sédentarise. Une trentaine de famille ayant contribué au développement de la collection suivront ce modèle et se sédentariseront aussi.

## Les conservatrices et leurs apports au musée
Le musée était dirigé par la branche de la tribu Aydi Tarabin du Naqab. Les femmes de la tribu étaient responsables du musée,,. Quatre générations de femmes assurèrent la conservation du musée jusqu’en 1948. Hakimah Aydi Tarabin, sa fille Salasil, sa petite-fille Hissan et son arrière-petite-fille Halimah en sont successivement les directrices. Le petit-fils de Halimah, Mathaf Aydi Tarabin est le premier garçon de la famille a représenter le musée depuis l'an 2000.

### Hakimah Aydi Tarabin
Elle est née en 1775 dans la région du Sinaï et du Naqab où la famille possédait des terrains et est décédée au village de Ghazalah en 1885 à l'âge de 110 ans. Elle a obtenu un doctorat en ophtalmie au complexe Qalawun du Caire, établissement construit par le sultan mamelouk bahrite Sayf al-Din Qalawun en 1283. Avec le soutien de la communauté bédouine locale du Naqab, le Dr Ḥakīmah Āydī Ṭarābīn a consacré sa vie à la collecte d'objets bédouins du Naqab provenant des tribus nomades et semi-nomades des régions environnantes. Pour atteindre cet objectif, elle a adopté une approche systémique, concentrant ses efforts sur la collecte d'objets ethnographiques les plus pertinents pour son environnement immédiat et les étudiant en détail à des fins d'activités médicales et de recherche ethnographique. La mission du musée allait au-delà de la simple exposition; l'objectif de la docteure était de comprendre les pratiques médicales de chaque tribu à travers l'étude des amulettes, des talismans, des instruments, des pierres, des graines et des plantes. Cette approche globale a été conçue non seulement pour préserver l’histoire de chaque tribu, mais également pour garantir que leurs histoires et leurs connaissances soient transmises aux générations futures,. Après sa mort, la communauté bédouine du Naqab lui rendit hommage en érigeant un maqam (sanctuaire) sur sa tombe, nommé Maqam al-hajja Hakimah, près du village de Zammārah, dans la région d’Esh-Shar’ia. Ce lieu, qui existe toujours aujourd'hui, était notamment fréquenté par des femmes ayant perdu un enfant à la naissance. Le maqam symbolisait la continuité de son œuvre : guérir les corps, faire revivre les objets et transmettre la mémoire. Pour les Bédouins du Naqab, son esprit pouvait protéger la maternité. Ce sanctuaire incarne aussi l’adhésion durable de la communauté à sa vision de la préservation du patrimoine culturel.

#### Développement du concept de muséologie palestinienne[4]
La muséologie palestinienne est un concept culturel, médical et social développé par les femmes de la tribu Aydi Tarabin. Hakimah considéraient les objets funéraires non plus dans leur fonction traditionnel d'accès à l'au-delà mais comme outil de préservation culturelle, de guérison communautaire et de résistance face à l'effacement identitaire. Elle considérait les objets comme vivants et leur donnait une valeur de mémoire collective, utilisé pour soigner la mémoire de la même manière que la médecine soigne le corps,. La muséologie palestinienne suivait la devise universelle d'un corps sain dans un esprit sain. Au fil des décennies ce concept s'est institutionnalisé pour devenir un concept académique intégrant la muséologie spécialisée. Depuis l'an 2000, Mathaf Aydi Tarabin s'emploie à faire reconnaître la muséologie palestinienne par des universités, des gouvernements et des institutions du monde entier,: en Palestine, France, Russie, Suisse, Japon, Jordanie et Turquie.

### Salasil Aydi Tarabin
L'héritage et la responsabilité du musée ont été confiés à la Dre Salasil Aydi Tarabin (سلاسل العايد ترابين), née en 1820 à Ghazalah et qui a vécu jusqu'à l'âge remarquable de 125 ans, décédant en 1945. Après avoir terminé ses études de médecine au Nūr al-Dīn Bīmāristān (بيرمستان نور الدين) à Damas, le Dr Salasil Aydi Tarabin a continué à développer et à élargir la collection du musée de Bir As-Sabaʾ, faisant progresser la préservation et la recherche scientifique de ses artefacts. Sous sa direction, l'équipe du musée a élargi ses acquisitions pour inclure des objets de toutes les tribus bédouines du Naqab dans la région de Bir As-Sabaʾ, qui abritait au moins cent tribus.

### Hissan Aydi Tarabin
La Dre Hissan Aydi Tarabin, est née en 1855 à Ghazalah. Comme sa mère et sa grand-mère, elle a vécu jusqu'à un âge avancé et est décédée en 1950 à Gaza. Après avoir terminé ses études de médecine à l'école de médecine pour femmes Qaṣr al-ʿAynī (قصر العيني مدرسة الطب للنساء) au Caire, Hissan est partie en Irak pour se former à l'hôpital al-Ġurabāʾ (مستشفى الغرباء) à Karḫ, Baġdād. Suivant l'héritage familial, elle s'est spécialisée dans la médecine traditionnelle bédouine et a pris la responsabilité de préserver et d'agrandir le musée l’Héritage Vient du Parfum de la Terre. Après avoir terminé ses études de médecine, elle a élargi la collection du musée avec des pièces ethnographiques provenant de villes et de villages autour de Bir As-Sabaʾ, comme ʿAsqalān, Ġazzah , Yāfā et Ḵalīl. Cette croissance a été soutenue par les branches de la famille Aydi Tarabin dans ces zones urbaines et rurales.

#### Création d'une tente dédiée aux collections
Vers 1890 Hissan améliore l’accès public au musée familial, dans un contexte de hausse du tourisme en Terre Sainte grâce à la vapeur, à l’intérêt religieux et politique européen, et à une meilleure sécurité régionale. Consciente de l’attention croissante portée par l’Occident à l’ethnographie palestinienne, la tribu Aydi Tarabin cherche à offrir une représentation fidèle de la diversité culturelle palestinienne. Hissan réorganisa les lieux en séparant les espaces d’exposition des zones d’habitation, et renforça la sécurité avec quinze gardiens. Le musée attira ainsi un public élargi: marchands, voyageurs, orientalistes et jeunes Palestiniens.

#### L’utilisation des pièces de la collection à des fins éducatives
Hissan créa aussi une tente d’artisanat à côté des tentes du musée, où les jeunes filles de la communauté pouvaient venir apprendre à fabriquer des objets ethnographiques à partir des pièces du musée. Son objectif était d’utiliser la collection comme un moyen d’éduquer les générations futures sur le patrimoine palestinien et de maintenir la connaissance des objets du musée vivante dans les pensées et les perspectives de la communauté. Cette transmission pratique du savoir traditionnel maintenait la mémoire culturelle vivante, nourrissait un sentiment d’identité et d’appartenance, et contribuait au bien-être psychologique de la communauté. En interagissant de manière concrète avec la collection du musée, le passé n’était pas seulement rappelé, mais intégré continuellement dans la vie quotidienne.

#### Encourager le commerce de copies de la collection
Cette initiative donnait aux jeunes générations des connaissances et des compétences et garantissaient que le patrimoine palestinien soit transmis aux générations futures. Sous la Dre Hissan Aydi Tarabin, un centre de commerce fut ouvert à côté du musée, où une main-d’œuvre de vingt à cinquante personnes reproduisait des copies des pièces de la collection, telles que des textiles et tissus, bijoux et ornements, outils et armes blanches. La préservation des codes traditionnels était au cœur de ce processus. Les motifs respectaient les codes d’identité tribale et familiale, assurant le respect culturel. Cette initiative muséale créait des opportunités de développement économique futur, en favorisant le bien-être de la communauté et en ayant un impact positif sur la société au sens large.

#### Prêt d’objets du musée à la communauté
Les objets pouvaient être prêtés gratuitement à la communauté en échange d’un dépôt de pièces d’or ou de bijoux. C’était une manière pour les directrices du musée de soutenir la communauté tout en honorant les objets en les maintenant en usage. Cela était particulièrement apprécié pour certains objets uniques qui ne pouvaient pas être reproduits, comme les amulettes médicales et les éléments traditionnels des cérémonies de mariage.

### Halimah Aydi Tarabin
Halimah Aydi Tarabin (دكتورة حليمة عايد ترابين) est née en 1894 à Ghazalah et est décédée en 2014 en Jordanie. Elle consacra sa jeunesse à l'étude de la médecine arabe et bédouine et à voyager pour parfaire et exercer ses connaissances. Au cours de sa vie, elle se rendit à Damas, dans plusieurs villes égyptiennes et à Sanaa au Yémen, sans compter les nombreux voyages à La Mecque et à travers le Sinaï et le Naqab. Elle poursuivit ses études à la Faculté de médecine de Constantinople, où elle obtint son doctorat en chirurgie en 1916. Parallèlement à la Faculté de Médecine, elle suivit des cours près de la Mosquée Fatih, dans la madrasa connue aujourd'hui sous le nom turc de Fatih Sahn-ı Semân Medresesi. Elle y étudia la médecine générale, les hadiths, les mathématiques et la théorie médicale. De plus, elle étudia le français au prestigieux lycée Galatasaray.
Durant son séjour à Constantinople, Ḥalīmah Āydī Ṭarābīn rencontra de nombreux étudiants internationaux venus de France, d’Allemagne, de Russie, de Chine et du Royaume-Uni, ainsi que des chirurgiens, des musiciens, des artistes, des écrivains et des architectes. À travers ces diverses expériences, elle acquit des connaissances et des idées inestimables qu’elle cultiva toute sa vie,. Elle constata, en outre, que beaucoup de ses contemporains manquaient d’une compréhension profonde des Palestiniens et des Arabes du Levant, ainsi que de leur riche héritage culturel,. Elle décide avec son cousin Ahmed Mounif Aydi, d'envoyer un représentant de la famille en Europe et choisit Paris, comme capitale culturelle,. A cause des perturbations en Palestine en 1948 et 1967, elle mettra son plan en exécution seulement un demi-siècle plus tard en désignant Mathaf Aydi Tarabin à sa naissance. Son cousin, Ahmed Mounif, qui vit en Syrie, envoie tous ses enfants étudier à la Sorbonne. Son fils Othmane Aïdi illustre au mieux cette discussion tenue entre Halima et lui à Constantinople. Il vivra entre Paris et Damas et sera considéré par les Français comme l'ambassadeur officieux de la Syrie en France.
En 1920, elle prit la direction du musée et parcourut la Palestine afin de mieux comprendre le patrimoine ethnographique des différentes communautés. Au cours de ses voyages, elle acquit des objets des villageois palestiniens, des résidents urbains, des nomades et des semi-nomades.

#### Création d'une clinique officielle appartenant au musée
Les objets de la collection étaient utilisés pour traiter les problèmes de santé de la population locale et pour aider à la guérison des malades. La Dre Halimah établit une clinique officielle en pierre adjacente au musée, entièrement équipée de tout le matériel médical nécessaire. En 1935, elle fit construire dix pavillons pour le musée. Des plantes, des graines et des amulettes circulaient entre les salles de collection, la salle médicale et la salle d’artisanat, reflétant l’engagement de maintenir les fonctions de ces objets en vie au profit de la communauté palestinienne. Cette approche intégrée a non seulement contribué à la préservation du patrimoine palestinien, mais a également assuré la continuité de leurs traditions.
A la fermeture du musée en 1948, elle s'exile à Gaza puis dans la vallée du Jourdain en 1967 avec la partie de la collection du musée qu'elle aura réussi à sauver,. Elle s'emploiera à reconstruire le musée dans une pièce de sa maison qu'elle ouvrira à la communauté locale. Les objets étaient à nouveau prêtés à la communauté en cas de besoin, principalement des costumes brodés, des bijoux et amulettes et outils agricoles.

#### Formation d'un gardien de la culture palestinienne à l'internationale
Afin de perpétuer la mission familiale, Halimah Aydi Tarabin désigna l’un de ses petits-fils, avant même sa naissance, pour développer le musée à l’échelle internationale,. Elle lui choisit le nom de Mathaf qui veut dire "musée". Elle le forma personnellement en lui transmettant les savoirs théoriques et pratiques essentiels à l’identité bédouine palestinienne, incluant histoire, poésie, médecine, artisanat, élevage, agriculture et pensée critique. Dès l’enfance, il pratiqua la massothérapie et la chirurgie vétérinaire, et fut envoyé en formation auprès de familles musulmanes, chrétiennes et samaritaines à travers la Palestine. Grâce à cet enseignement, Mathaf Aydi Tarabin développa une compréhension profonde et respectueuse des traditions plurielles palestiniennes. Elle lui enseigna comment identifier et dater les objets anciens de la collection qu’elle avait préservée en 1948, ainsi que les autres pièces perdues mais restées profondément gravées dans sa mémoire.Durant son adolescence, elle l'envoya parfaire ses compétences en muséologie auprès du musée de l'Ermitage à Saint Petersburg, sous la garde et le mentorat du directeur général du musée de l’Ermitage, président de l’Union des musées de Russie et président de la Société impériale orthodoxe de Palestine à Saint-Pétersbourg, Mikhaïl Borissovitch Piotrovski, avec qui sa famille avait des liens historiques, en raison de son rôle dans la préservation du monastère Sainte-Catherine aux côtés des chefs monastiques de l’Église orthodoxe grecque,.

## Collections
Le musée a d'abord eu une visée locale, axée sur l'héritage ethnographique bédouin des quatre-vingt-dix-huit tribus situés entre le Naqab, le Sinaï et Ash-Sharqia. Sous la Dre. Hissan, la collection s'agrandit pour inclure des pièces ethnographiques provenant de villes et de villages autour de Bir As-Sabaʾ, comme ʿAsqalān, Gaza , Jaffa et Khalil. Après l'exil de la famille dans la vallée du Jourdain, la grand-mère de Mathaf Aydi Tarabin, augmente le scope du musée pour intégrer les artefacts de toute la Palestine.
La collection comprenait principalement des artefacts de Bédouins palestiniens, de villageois et de citadins, tels que des robes brodées, costumes, coiffes, produits et outils de maquillage, bijoux, parfums, armes blanches. L’objectif du musée était de présenter des objets ethnographiques comme un moyen de favoriser le savoir et de soigner la mémoire, de la même manière que la médecine soigne le corps,. Le musée était utilisé comme outil d’émancipation communautaire, pour inspirer un changement positif et promouvoir l’harmonie dans le monde. La famille Aydi Tarabin appelait cette approche la muséologie palestinienne.
Les directrices du musée utilisaient certaines pièces exposées dans leurs activités médicales et de recherche, principalement des amulettes, talismans, instruments, pierres, graines et plantes.
Les objets pouvaient être prêtés gratuitement par la communauté pour leurs usages personnels. C’était surtout le cas pour les amulettes médicales et le matériel traditionnel des cérémonies de mariage. Ils étaient réparés par le musée si nécessaire.
En 1917, le musée était constitué de sept tentes, chacune mesurant environ cinquante mètres de long et dix mètres de large, : une pour les costumes, bijoux et amulettes, une pour les tapis et la broderie, une pour les armes, une pour les outils agricoles, une pour la médecine traditionnelle, une pour l’artisanat, et une utilisée comme entrepôt.
En 1935, les fondations d’une structure permanente du musée furent terminées pour la première fois. Pendant la Nakba de 1948, la grand-mère de Mathaf Aydi Tarabin, Halima Aydi Tarabin, réussit à sauver une partie des objets de la collection,. La collection restante de « L’Héritage vient du Parfum de la Terre » est aujourd’hui conservée à l’École de Muséologie Palestinienne et Arabe à Paris, situé dans le huitième arrondissement,,,.

## Visite du peintre Ilya Repin
Après l'installation permanente du musée L'Héritage vient du parfum de la terre à Ghazalah, la collection a attiré un nombre considérable de visiteurs en visite en Terre Sainte. Des traces de la visite du célèbre peintre de l'Empire russe, Ilya Repin, au musée  sont enregistrées dans ses mémoires. En 1898, il s'est arrêté à Bir As-Sabaʾ dans le cadre de son pèlerinage en Terre Sainte. Au cours de son séjour, il a visité le musée l’Héritage Vient du Parfum de la Terre, où il a rencontré la famille Āydī Ṭarābīn. Ils ont généreusement fait don de cinq costumes datant du début du XIXe siècle, que lui et ses collègues artistes ont utilisés pour illustrer des scènes de la Terre Sainte. Aujourd'hui, cette collection de robes est conservée au Musée de recherche de l'Académie des Arts de Saint-Pétersbourg,, où Repin a enseigné de 1894 à 1907.